# Bal Gangadhar Tilak

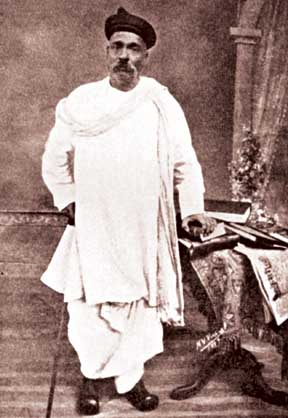
Bal Gangadhar Tilak

Bal Gangadhar Tilak (Marathi: बाळ गंगाधर टिळक Bāḷ Gaṅgādhar Ṭiḷak; * 23. Juli 1856 in Chikhli; † 1. August 1920 in Bombay) zählte zu den bedeutendsten Politikern Indiens während des Unabhängigkeitskampfes. Sein Beitrag lag in dessen Aktivierung und Dynamisierung und nicht so sehr in konstitutioneller Arbeit.
Tilak war ein indischer Nationalist und strikt gegen jede Form des Imperialismus und Kolonialismus. Er vertrat die Auffassung, dass Indien für eine demokratische Selbstverwaltung (Swaraja) reif sei. Ebenso bestritt er jegliche Legitimation der Engländer, sich in Indien aufzuhalten, und sah das Land durch sie in seiner Entwicklung gehemmt und sogar ausbluten: „if we don't get swaraj there will be no industrial progress, if we don't get swaraj there will be no possibility of having any kind of education to the nation...no swaraja no female education, no secure industrial reform“.
Er war der Erste, der die vollständige Unabhängigkeit Indiens proklamierte, wichtige Bewegungen wie die des Swaraja (Selbstregierung) und des Boykotts englischer Importwaren formulierte und seine indischen Landsleute in großen Massen mobilisierte, aktivierte und im Besonderen politisierte. Er war ein großgewachsener, kräftiger, dynamischer und dunkelhäutiger Mann mit einem kräftigen Schnurrbart, der sein Leben lang die traditionelle brahmanische Tracht aus Seide und einem Schal um den Hals gewickelt trug. Er gehörte in der 8. Generation den Chitpavan Brahmanen des Shandily-Zweiges an.

## Leben
Bal Gangadhar Tilak wurde im Dorf Chikhli im Distrikt Ratnagiri im heutigen indischen Bundesstaat Maharashtra geboren. Sein Vater war Lehrer und Sanskritist. Seine Mutter starb in seinem zehnten Lebensjahr. Seinen Vater verlor er mit 16 Jahren. 1873, mit 17 Jahren, begann Tilak sein Studium am Deccan College in Pune und erreichte 1877 seinen Bachelor-Abschluss in Mathematik mit Auszeichnung und 1879 seinen Bachelor in Jura. Er scheiterte zweimal daran, seinen Magister zu bestehen.
Nach seinem Abschluss 1880 trat Tilak nicht in den obligatorischen britischen Staatsdienst ein, sondern war so weit politisiert, dass er glaubte, die Unabhängigkeit Indiens sei nur zu erreichen, wenn das Volk gebildet ist, um so die Ungerechtigkeit einer Kolonialisierung zu erkennen und dann dagegen aufzubegehren. Er gründete deshalb zusammen mit Gopal Krishna Gokhale (1866–1915) und Gopal Ganesh Agarkar (1856–1895) die New English School in Pune, in der er unbezahlt unterrichtete.
1881 war er Gründer der marathisprachigen Zeitung Kesari und Mitgründer der englischsprachigen Zeitung Mahratta, und es dauerte nur wenige Monate, bis er seine erste Haftstrafe absitzen musste, weil er Fehler und Unfähigkeiten der britischen Bürokratie anprangerte und ihr den Nimbus der Unfehlbarkeit nahm. Diese erste Haftstrafe macht ihn als politischen Kämpfer berühmt und beliebt.
1883 schrieb er sein erstes Buch mit dem Titel The Orion, in dem er versuchte, die Entstehung der Veden zu datieren. In den darauf folgenden Jahren war er Mitbegründer der Deccan Education Society, einem Bildungsverein zur kostengünstigen Förderung von Schulen, und einer weiteren Schule, des Fergussen College, in Pune.
Tilak reaktivierte im Jahr 1893 das Ganesh-Festival (Ganesh Chaturthi) und ein Jahr später das Shivaji-Festival, das noch heute zu seinen berühmtesten Hinterlassenschaften zählt. Im selben Jahr erschien auch sein zweites Buch, The Arctic Home of the Vedas, in dem er den Ursprung der Arya in die Arktis legte und ihnen ein frühes Weltreich zusprach.
Bereits 1889 trat er in den INC (Indischer Nationalkongress, heute oft nur Nationalkongress) ein und etablierte sich dort als Führer des nationalistischen Lagers, bis er 1907 den Bruch des INC in einen gemäßigten und einen extremen Flügel herbeiführte.
Es gab einige ungeklärte Phasen in Tilaks Leben, die geheim gehalten und in der Öffentlichkeit nicht erwähnt wurden. So hielt Tilak sich einige Monate in Nepal auf, wahrscheinlich, um den nepalesischen König zu einem Angriff auf Indien zu überreden und ein neues Hindukönigreich zu errichten. Ferner unterhielt er geheime Verbindungen mit Russland und Japan und fragte dort nach militärischer Ausbildung für Inder nach.
Als Bengalen 1905 geteilt wurde, stieß Tilak vollends in das extremistische Lager und weitete seine Agitation von Maharashtra auf ganz Indien aus. Sah er sich bis dahin als der kommende Führer Maharashtras, so erkannte er jetzt die Möglichkeit, zu einem nationalen Führer zu werden. 
1907 wurden Tilaks Forderungen nach Swaraja und Swadeshi als offizielle Ziele des INC proklamiert. Noch im selben Jahr jedoch drohte eine Mehrheit des INC die Rücknahme der Forderungen durchzusetzen. Tilak gründete daher innerhalb des INC die New Party deren Ziel es war, zu verhindern, dass die gefassten Resolutionen wieder aufgehoben würden. Tatsächlich war der Bruch zwischen den beiden Flügeln nicht mehr zu verhindern und ereignete sich auf dem Jahrestreffen in Surat. Tilak und Gokhale waren zu unversöhnlichen Gegnern geworden, und der INC spaltete sich unter tumultartigen Zuständen.
Im Jahr 1908 wurde Tilak erneut, diesmal für sechs Jahre, inhaftiert. Wieder wegen des Aufrufs zum Aufstand verurteilt, versuchten die Briten mit Tilaks Inhaftierung der nationalen Unabhängigkeitsbewegung ihren charismatischsten und dynamischsten Führer zu nehmen, um sie zu schwächen. In der Tat waren die nationalen Extremisten mit seiner Inhaftierung führerlos und verloren rasch an Bedeutung, wodurch die politische Agitation wieder den moderaten Parteiführern zufiel, die sich den britischen Richtlinien im Kampf für die Unabhängigkeit beugten. Tilaks öffentliche Agitation war bis dahin kraftvoll und voller Gewaltverherrlichungen und Androhungen, diese anzuwenden. Er war persönlich mit verurteilten Attentätern bekannt und hatte versucht, sie zu schützen. Eine direkte Beteiligung an Bombenanschlägen und politischen Morden konnte ihm nie nachgewiesen werden.
Während seiner Haft in Mandalay (Birma) schrieb er sein berühmtestes Werk, die Esoteric Doctrine, ein Kommentar zur Bhagavad Gita, in dem er zu beweisen versuchte, dass die Gita das Handeln in der Welt und nicht passives Meditieren als höchste moralische Aufgabe proklamiert. Tilak erkrankte in der Haft an einer Lungenentzündung, die ihn den Rest seines Lebens deutlich schwächte.
Tilak, 1914 aus der Haft entlassen, konnte sich nach vierjährigem Ringen gegen Gandhi durchsetzen und seine Macht im INC zurückgewinnen, und er war ab 1918 dessen Präsident. Er erkannte jedoch, dass Gandhi der kommende Führer des INC werden sollte und gründete wenige Monate vor seinem Tod noch eine neue Partei, die Democratic Congress Party, die aber mit seinem Tod ein Ende fand.
Tilak starb am 1. August 1920 an den Folgen einer erneuten Lungenentzündung. Sein Leichnam wurde sowohl von Moslems als auch Hindus zur Verbrennungsstätte getragen. 200.000 Menschen fanden sich zu der Verstreuung seiner Asche in die Arabische See in Bombay ein.